# Điền Duyệt
Điền Duyệt (chữ Hán: 田悅, bính âm: Tian Yue, 751 - 26 tháng 3 năm 784), thụy hiệu Tế Dương vương (濟陽王), là Tiết độ sứ Ngụy Bác dưới triều nhà Đường trong lịch sử Trung Quốc. Ông kế nhiệm chức Tiết độ sứ sau khi người chú là Điền Thừa Tự qua đời năm 779 và được sự công nhận từ triều đình nhà Đường. Tuy nhiên ba năm sau (782) thì liên kết với Lý Duy Nhạc (về sau là Vương Vũ Tuấn) ở Thành Đức, Chu Thao ở Lư Long và Lý Nạp ở Tri Thanh tiến hành nổi dậy chống lại nhà Đường, sử xưng là loạn tứ trấn. Bốn trấn nổi dậy cùng xưng vương hiệu, trong đó Điền Duyệt giữ tước Ngụy vương. Tuy nhiên đến năm 784 do chiếu thư xá tội của vua Đường cùng sự mâu thuẫn trong nội bộ quân nổi dậy, nên bốn trấn lại cùng nhau dâng biểu xin hàng. Cùng năm này Điền Duyệt bị người em họ (con của Điền Thừa Tự) Điền Tự sát hại và thay thế lãnh đạo Ngụy Bác.

## Thân thế
Điền Duyệt chào đời vào năm 751 thời vua Huyền Tông nhà Đường. Cha ông mất sớm, mẹ là Mã thị tái giá với một người lính đến từ Bình Lư. Lúc này An Lộc Sơn nổi dậy ở Phạm Dương (755), sau đó phát triển thế lực, khống chế Hà Bắc, chiếm được hai kinh của nhà Đường. Cả vùng Hà Bắc rung động. Điền Duyệt khi đó còn nhỏ tuổi phải theo mẹ và cha dượng chạy giặc khắp nơi, từ Trắc Truy, Thanh Gian, cuối cùng đến vùng Tri Thanh, tức là trị sở trấn Tri Thanh sau này. Năm 763, loạn An Sử kết thúc, chú của ông là Tiết độ sứ Ngụy Bác Điền Thừa Tự đã tìm được ông và cho đón về Hàm Đan. Điền Duyệt khi đó mới 13 tuổi, khi gặp Điền Thừa Tự thì biết tỏ ra lễ phép, khiến Thừa Tự rất hài lòng, sau đó giao cho ông một số công việc trong trấn, chỉ huy quân đội... Lúc trưởng thành, ông kiêu dũng thiện chiến, tàn nhẫn và thích đánh nhau, nhưng lại khinh tài trọng thi, thích làm việc nghĩa và giúp đỡ quân lính dưới quyền nên rất được lòng họ.
Điền Thừa Tự có tới 11 người con trai, những người con lớn tỏ ra nhu nhược kém cỏi, một số còn chưa trưởng thành; nên có ý cho Điền Duyệt kế nhiệm mình, lệnh các con phải phù tá. Ông được phong chức Ngụy Bác trung quân binh mã sử, Kiểm giáo hữu tán kị thường thị, Ngụy phủ tả tư mã.

## Phù tá Điền Thừa Tự
Năm 775, nhân việc Điền Thừa Tự đánh chiếm hai trấn Tương, Vệ thuộc Chiêu Nghĩa, Đường Đại Tông xuất quân thảo phạt Ngụy Bác. Điền Duyệt được giao nhiệm vụ cầm quân chống cự, nhưng thất bại trước sự tấn công từ phía nam của các tiết độ sứ Lý Chánh Kỉ ở Tri Thanh và Lý Trung Thần ở Hoài Tây. Về sau Điền Thừa Tự khéo léo lôi kéo được Lý Chánh Kỉ và Lý Bảo Thần quay về phe mình khiến triều Đường phải chấm dứt chiến dịch chống lại Ngụy Bác.
Năm 776, Tiết độ sứ Biện Tống là Điền Thần Ngọc hoăng, tướng dưới quyền Lý Linh Diệu tự xưng là Tiết độ sứ kế nhiệm mà không có sự chấp thuận của triều đình. Vua Đại Tông triệu tập các tiết độ sứ xung quanh đem quân thảo phạt Lý Linh Diệu. Điền Thừa Tự chẳng những kháng lệnh mà còn sai Điền Duyệt đem quân đến giúp đỡ họ Lý. Ban đầu, Điền Duyệt đánh bại được quân của Lý Chánh Kỉ và Tiết độ sứ Vĩnh Bình rồi tiến quân đến Biện châu là trị sở trấn Biện Tống, cố gắng giải vây cho Lý Linh Diệu. Tuy nhiên vào lúc đó Lý Trung Thần cùng tướng dưới quyền là Lý Trọng Thiến nhân đêm tối đem quân đánh úp và thắng quân Ngụy Bác một trận lớn, Điền Duyệt phải bỏ chạy về trấn. Cuối cùng các tướng Lý Trung Thần và Mã Toại bình được Biện châu, Lý Linh Diệu bị bắt và bị đưa về Tràng An hành quyết.

## Kế nhiệm đất Ngụy
Năm 779, Điền Thừa Tự mất. Điền Duyệt lên kế nhậm ở Ngụy Bác. Lý Bảo Thần ở Thành Đức thỉnh triều đình công nhận. Triều đình chấp thuận, phong Điền Duyệt làm Tiết độ lưu hậu. Về sau phong làm Kiểm giáo công bộ thượng thư, Ngự sử đại phu, Ngụy Bác thất châu tiết độ sứ. Cuối những năm Đại Lịch, Điền Duyệt phụng sự triều đình, tỏ ra cung thuận, trái ngược với chính sách chống đối trước kia của Điền Thừa Tự. Cùng năm này Đại Tông băng, Đức Tông nối ngôi là người ban đầu tỏ ra cứng rắn đối với sự chống đối của phiên trấn, do vậy Điền Duyệt vẫn coi bộ thần phục. Năm 780, Đức Tông sai 11 đại thần, dẫn đầu là Hồng Kinh Luân đến Hà Bắc điều tra tình hình. Kinh Luân nghe Ngụy Bác có 70.000 quân, yêu cầu ông chỉ được giữ lại 30.000 còn lại cho về làm ruộng. Điền Duyệt giả vờ nghe theo. Tuy nhiên ngay sau đó, ông triệu tập các tướng sĩ vừa bị bãi đến mà nói rằng:
Bọn các ngươi ở trong quân đã lâu, còn có phụ, mẫu, thê, tử ở nhà. Nay Truất trắc sử (chỉ Hồng Kinh Luân) bãi chức đi rồi thì lấy gì mà nuôi gia đình.
Quân sĩ khóc lóc thảm thiết. Sau đó ông đem gia sản của mình phân phát cho tướng sĩ và lén giữ họ lại. Vì thế tướng sĩ Ngụy Bác cảm ơn đức của Điền Duyệt và tỏ ra oán hận triều đình. Hà Đông tiết độ sứ Mã Toại cho rằng Duyệt tất làm phản, xin phòng bị kĩ càng.
Mùa hạ năm 780, nhân ngày sinh thần của vua Đức Tông, Điền Duyệt và Lý Chánh Kỉ dâng lên rất nhiều vải vóc và lụa quý. Đức Tông, thay vì chuyển số lụa đó và cung lại quyết định sung vào quốc khố, bảo là số lụa đó coi như tiền thuế của hai trấn nộp lên. Điều này khiến Điền Duyệt và Lý Chánh Kỉ sợ hãi vì biết rằng Đức Tông trách mình giấu thuế triều đình.
Trước kia Điền Thừa Tự, Lý Bảo Thần, Lý Chánh Kỉ và Lương Sùng Nghĩa ở Sơn Nam Đông Đạo kết minh ước với nhau, đem đất phong truyền cho tử tôn. Mùa xuân năm 781, Lý Bảo Thần hoăng, con là Lý Duy Nhạc tự lĩnh quân vụ ở Thành Đức, triều đình không công nhận. Điền Duyệt nhiều lần xin triều đình ban tinh tiết cho Duy Nhạc, bất khả. Lý Chánh Kỉ ở Tri Thanh hoăng (?), con là Lý Nạp cũng không được công nhận, nên lại liên kết với Điền Duyệt. Bốn trấn tập hợp binh mã, chuẩn bị chống lại triều đình. Phó sứ Điền Đình Giới (chú họ của Điền Duyệt) ra sức can ngăn, nhưng ông không theo. Đình Giới về sau uất mà chết.
Điền Duyệt phái bộ tướng Mạnh Hựu dẫn 5000 quân giúp đỡ Lý Duy Nhạc phòng thủ ở phía bắc, bản thân ông đích thân cầm quân tấn công vào hai châu thuộc trấn Chiêu Nghĩa là Hình và Từ. Quân đội do ông chỉ huy vây hãm Lâm Minh và tướng dưới quyền Khang Âm bao vây Hình châu, tướng Dương Triều Quang được giao nhiệm vụ ngăn chặn sự chi viện từ trị sở Chiêu Nghĩa ở Lộ châu. Trước đó thủ hạ của ông là Hình Tào Tuấn đã khuyên ông ngăn chặn đường tiếp tế lương thực vào hai châu này, nếu không khi quân triều đình đến mà ông vẫn chưa hạ được thành thì sẽ ở vào thế lưỡng đầu thọ địch, song ông không làm được. Mùa thu năm đó, Điền Duyệt vẫn chưa hạ được thành. Các tướng triều đình là Tiết độ sứ Hà Đông Mã Toại, Tiết độ sứ Chiêu Nghĩa Lý Bảo Chân và tướng chỉ huy quân Thần Sách Lý Thịnh đem quân giải vây cho ha châu (?), giết Dương Triều Quang và đánh bại quân Điền Duyệt một trận lớn. Hơn 10.000 quân Ngụy bị giết, Điền Duyệt tháo chạy về Ngụy châu. Ông gửi sứ đến Thành Đức, Tri Thanh yêu cầu cứu viện. Mùa xuân năm 782, liên quân Ngụy - Tề gồm 30.000 người giao chiến với quân triều đình do Lý Thịnh, Lý Bão Chân và Tiết độ sứ Hà Dương Lý Giao chỉ huy ở Hoàn Thủy và bị đánh cho tan tác; 20.000 quân bị giết.
Điền Duyệt thu thập tàn binh chỉ còn khoảng 1.000 người chạy về Ngụy châu. Do Mã Toại và Lý Bão Chân bất hòa nên không phối hợp cùng nhau đuổi theo sát Điền Duyệt. Vào buổi tối khi Điền Duyệt đến cửa thành Ngụy châu, tướng Lý Trường Xuân đóng cửa thành không cho ông vào, đợi quân triều đình đến bắt Điền Duyệt. Tuy nhiên quân triều đình không đến, và đến sáng thì Lý Trường Xuân mở cổng cho ông vào thành. Duyệt giết Trường Xuân. Lúc này Ngụy châu gần như hoang tàn, chỉ còn vài nghìn binh sĩ, trong thành nhà nhà tổ chức tang lễ cho người chết, đâu đâu cũng tràn nước mắt. Điền Duyệt cũng rất tuyệt vọng, ông cưỡi ngựa và cầm bội đao đến trước phủ, tập hợp binh sĩ và dân chúng, nói:
Duyệt bất tài, may nhờ có nhị vị đại nhân ở Tri Thanh và Thành Đức tiến cử nên mới có địa vị như ngày hôm nay. Thế nên Duyệt không biết lượng sức, tính chuyện chống lại triều đình. Cho nên hậu quả là đến cái tình thế này, khiến quân sĩ bại vong, sĩ dân oán giận, đều là tội của Duyệt. Nhưng Duyệt còn có mẫu thân phải thờ, nên không dám tự xử. Bọn các ông lấy thanh đao này chém đầu của Duyệt rồi về hàng Mã công, thì không phải bỏ mạng cùng với ta.
Vừa nói lại vừa khóc, sau đó thì ngã xuống ngựa. Tướng sĩ dưới quyền đều rất cảm động, không nỡ làm phản và tình nguyện trung thành với ông. Duyệt cảm ơn của bọn họ và kết làm anh em, thề cùng sinh tử. Sau đó ông cho lấy vàng, bạc trong kho phân phát cho tướng sĩ, nên lòng quân được củng cố. Lại tạ lỗi với Hình Tào Tuấn, mời về tham gia việc phòng thủ. Trong lúc đó, tướng Lý Tái Xuân đem Bân châu m (?) anh họ Điền Duyệt là Điền Ngang đem Minh châu về hàng triều đình. Tuy nhiên khi quân triều đình kéo tới Ngụy châu, Điền Duyệt phòng thủ rất vững chắc khiến quan quân không thể công phá được.
Trong khi đó Lý Duy Nhạc ở Thành Đức bị Chu Thao ở Lư Long và hàng tướng Trương Hiếu Trung đánh bại liên tục. Chưởng thư ký Thiệu Chân thuyết phục Duy Nhạc đưa em là Duy Giản vào triều tạ tội, giết các tướng khuyên mình làm phản rồi quay về với triều đình, Duy Nhạc đã định làm theo. Khi Duy Giản sắp đi, tướng Mạnh Hựu do Ngụy Bác cử sang hỗ trợ Thành Đức, biết chuyện, mật báo với Điền Duyệt. Duyệt giận lắm, sai nha quan nhắn với Lý Duy Nhạc:
Thượng thư (chỉ Điền Duyệt) cử binh hôm nay chính là cứu giúp đại phu (tức Lý Duy Nhạc), đâu phải là tự ý làm càn. Mà nay đại phu nghe lời Thiệu Chân, sai em phụng biểu tạ tội, đổ cái tội phản nghịch cho thượng thư, tự cầu thoát thân, Thượng thư có điều chi phụ Đại phu mà phải đến nỗi như thế. Bây giờ nếu chém Thiệu Chân thì coi như chưa có việc gì, nếu không xin tuyệt giao với đại phu.
Duy Nhạc theo lời phán quan Tất Hoa, cho chém Thiệu Chân, gửi đầu đến cho Điền Duyệt, rồi cử 10.000 quân hợp với Mạnh Hựu bao vây Thúc Lộc. Quân của Chu Thao và Trương Hiếu Trung liên thủ đánh bại quân Thành Đức ở thành Thúc Lộc. Lý Duy Nhạc đại bại, đốt trại bỏ trốn, về sau bị tướng dưới quyền là Vương Vũ Tuấn giết chết, Vũ Tuấn sau đó đầu hàng nhà Đường.
Vương Vũ Tuấn hi vọng được làm Tiết độ sứ ở Thành Đức, nhưng Đức Tông lại phân chia trấn này làm ba, giao cho Vương Vũ Tuấn hai châu Hằng, Ký, cước vị chỉ là Đoàn luyện quan sát sứ; trong khi Trương Hiếu Trung có tới ba châu Dịch, Định, Thương. Chu Thao được tăng đất phong thêm hai châu Đức và Lâm (thực chất vẫn cho Lý Nạp cai quản) muốn có được Thâm châu, triều đình không theo. Vì thế hai người này sinh ra khác ý. Điền Duyệt đang bị vây ở Ngụy châu, nghe tin này, sai phán quan Vương Hựu, Hứa Sĩ Tắc thuyết phục Chu Thao liên kết cùng mình chống Đường, hứa nhường Bối châu cho Chu Thao. Thao để Hứa Sĩ Tắc cùng với Vương Dĩnh đến thuyết phục Vương Vũ Tuấn. Do vậy Chu, Vương liên thủ với Điền Duyệt chống lại triều đình.
Đường Đức Tông sai sứ giả đến điều động quân Lư Long, Địch Dịch và Hằng Ký cùng tấn công Điền Duyệt. Chu Thao và Vương Vũ Tuấn từ chối và còn đem quân hỗ trợ Ngụy Bác. Nghe tin đó, Điền Duyệt đem quân xuất chiến ở phía bắc sông Hoàng Hà, nhưng bị Mã Toại đánh bại phải lui về. Tháng 4 năm đó, viện quân từ Triệu, Yên bắt đầu tập hợp huyện Ninh Trấn, tổng cộng 40.000 bộ kị. Ngày 14 tháng 5 ÂL, khởi quân nam hạ. Ngày 28 tháng 6 ÂL, quân cứu viện đến Ngụy châu. Đức Tông cử thêm Sóc Phương là Lý Hoài Quang đến tấn công nhằm hạ thành Ngụy châu. Nhưng Lý Hoài Quang sau khi thắng được một số trận, tỏ ra chủ quan khinh suất, vì thế bị liên quân đánh bại, phải lui quân, Ngụy châu được giải vây.

## Li khai xưng vương
Điền Duyệt cảm cái ơn cứu trợ của Chu Thao, muốn tôn làm minh chủ. Phán quan Lý Tử Mưu bên Thao cùng với Trịnh Nho bên Triệu đều thuyết phục rằng:
Thời Chiến Quốc, sáu nước thực hiện thệ ước kháng Tần, nay cũng xin theo lệ cũ của Chu mạt thất hùng, lập quốc hiệu, xưng chư hầu, sử dụng quốc gia chánh sóc, tuy nhiên chỉ chưa cải niên hiệu.
U châu phán quân Lý Tử Thiên, Hằng Ký quán quan Trịnh Nhu đều đề nghị Chu Thao, Điền Duyệt, Vương Vũ Tuấn và Lý Nạp ở Tri châu, bốn trấn cùng xưng vương hiệu, chưa cải niên hiệu, tôn Chu Thao làm minh chủ. Thao chấp nhận. Ngày 9 tháng 12 năm 782, Thao xưng là Kì vương, Điên Duyệt là Ngụy vương, Vương Vũ Tuấn là Triệu vương, Lý Nạp xưng Tề vương. Thao xây đàn tế ở quân trung, bố cáo thiên hạ. Thao là minh chủ, xưng cô, ba người kia xưng là quả nhân. Nơi ở xưng là điện, mệnh lệnh gọi là lệnh, quần thần dâng thư gọi là tiên, vợ phong làm vương phi, con trai trưởng là thế tử. Các châu đặt trị sở gọi là phủ, bố trí lưu thủ kiêm nguyên soái, giao quyền quân chính, còn bố trí Đông, Tây tào, giống như Môn Hạ, Trung thư tỉnh tại triều đình....
Lúc này bốn trấn xưng vương thì trong tình trạng thiếu thốn tiền của, thấy Lý Hi Liệt ở Hoài Tây nên bàn tính lôi kéo Lý Hi Liệt về phía mình, thỉnh Hi Liệt xưng đế hiệu. Hi Liệt chưa bằng lòng hắn, chỉ xưng Thiên hạ đô nguyên soái, Thái úy, Kiến Hưng vương. Năm sau, bốn trấn sai sứ đến chỗ Lý Hi Liệt, thượng biểu xưng thần, khuyến tiến. Sang mùa xuân năm 784, Lý Hi Liệt xưng là hoàng đế, quốc hiệu Đại Sở.
Mùa thu năm 783, Vua Đức Tông triệu tiết độ sứ Kinh Nguyên là Diêu Lệnh Ngôn tới cứu Tương Thành đang bị nguy cấp. Ngày 2 tháng 11 năm 783, Diêu Lệnh Ngôn dẫn 5000 quân Kinh Nguyên đến Trường An, nhưng do bị tiếp đãi sơ sài, tướng sĩ Kinh Nguyên đều tức giận, cùng cùng nhau tấn công vào cung. Vua hoảng sợ, vội triệu quân cấm vệ đến hộ giá nhưng không có ai đến cả, bất đắc dĩ phải bỏ Trường An, chạy về Phụng Thiên. Quân Kinh Nguyên cướp phá hoàng cung, đón anh Chu Thao là Chu Thử vào cung tôn làm chủ. Chu Thử tự xưng là hoàng đế nước Đại Tần, cải nguyên Ứng Thiên, chính thức ra mặt phản lại nhà Đường. Do Đức Tông bị nghịch tặc vây hãm ở Phụng Thiên nên Lý Hoài Quang và Lý Thịnh phải đem quân về cứu, chỉ còn Lý Bảo Chân ở lại tiếp tục tấn công Ngụy Bác. Lý Bão Chân thuyết phục được Vương Vũ Tuấn quay lại tấn công Chu Thao, Vũ Tuấn chấp nhận, kết ước với Lý Bão Chân và Mã Toại, sau đó Vũ Tuấn đưa quân về Hằng châu, Điền Duyệt làm tiệc đưa tiễn. Đức Tông sau đó cũng cử sứ đến chỗ Điền Duyệt và Lý Nạp, thuyết phục họ đầu hàng sẽ vẫn cho giữ chức cũ. Cả ba bí mật chuẩn bị về hàng. Trong khi đó Chu Thao không biết chuyện này và đòi Điền Duyệt giúp mình tiến quân về phía nam đánh vào Lạc Dương, hội quân với Chu Thử. Điền Duyệt do còn mang ơn Chu Thao nên giả vờ chấp thuận, tuy nhiên cuối cùng Vương Vũ Tuấn thuyết phục ông không nên làm như vậy.
Ngày 27 tháng 1 năm 784, Hoàng thượng theo đề xuất của Lục Chí, ban chiếu thư tự trách mình không biết nghe lời can gián, để cho gian nhân thao túng mà nghi ngờ tướng lĩnh khiến họ nổi loạn, sau đó hạ lệnh xá tội cho tất cả những người đã tạo phản trước kia, trừ Chu Thử. Triều đình đề nghị các trấn quy thuận, hứa sẽ không can thiệp vào công việc nội bộ của họ nữa. Điền Duyệt cùng Vương Vũ Tuấn, và Lý Nạp đều đồng ý từ bỏ vương hiệu, sai sứ dâng biểu tạ lỗi với triều đình, còn Lý Hi Liệt ỷ thế hùng cường nên quyết định tự xưng hoàng đế. Triều đình phong ông làm Kiểm giáo thượng thư hữu bộc xạ, Tế Dương vương. Lệnh Cấp sứ trung kiêm Ngự sử đại phu Khổng Sào Phụ đến Ngụy châu tuyên úy.
Chu Thao dẫn quân đánh chiếm Lạc Dương. Đến đất Triệu và Ngụy đều được tiếp đãi trọng hậu. Khi quân của ông đến Vĩnh Tế, sai Vương Chất gặp Điền Duyệt đề nghị hợp quân cùng vượt sông, Điền Duyệt (đã đầu hàng triều đình), kiếm cớ thoái thác. Thao giận lắm, sai Mã Thực đánh Tông Thành, Kinh Thành; Dương Quốc Vinh công Quan Thị thuộc Ngụy Bác, đều phá được, Duyệt lên thành tự bào chữa cho mình và chờ quân cứu viên. Trong khi đó Chu Thao dẫn quân lên phía bắc bao vây Bối châu, thứ sử Hình Tào Tuấn ra sức chống giữ. Thao để cho quân Hồi Hột và quân Phạm Dương cướp bóc chư huyện, sau đó phá Vũ Thành, thông hai châu Đức, Lệ, cử Mã Thực đem 5000 quân đóng ở Quan Thị, bức bách Ngụy châu.

## Về hàng và bị giết
Điền Duyệt dụng binh trong 4 năm, tuy có dũng mạnh kiêu hùng, sinh hoạt ăn uống và y phục có tiết độ, hạn chế sắc dục. Tuy nhiên tâm tính vốn vô mưu, bại binh liên tục, làm cho quân sĩ mười phần chết hết 7, 8; người Ngụy khổ ải. Em họ của ông là Điền Tự, con trai thứ sáu của Điền Thừa Tự, năm đó 21 tuổi, đang nhận chức Binh mã sử, do có lỗi bị Điền Duyệt bắt giam, sinh ra oán vọng, nhân lúc say đem việc này nói với người cháu. Người cháu can ngăn, Tự giận, giết cháu đi. Khi tỉnh rượu, Tự hối hận, bảo rằng:
Bộc xạ tất giết ta mất.
Và quyết ý làm phản. Vào đêm ngày 26 tháng 3 năm 784, Điền Duyệt thiết yến đãi Khổng Sào Phụ, khi trở về đã say khướt. Điền Tự cùng tả, hữu hơn 10 người kéo vào nơi ở của Điền Duyệt, giết chết ông cùng thân tín là Thái Tế, Hỗ Ngạc, Hứa Sĩ Tắc. Năm đó ông được 34 tuổi. Tự thông gian với vợ ông là Cao thị. Xong, vào biệt viện giết Duyệt mẫu Mã thị, từ đó chư đạo ở Hà Bắc, việc tàn hại cốt nhục xảy ra thường xuyên. Điền Tự sợ chúng tướng chẳng phục nên chạy ra Bắc môn. Hình Tào Tuấn, Mạnh Hi Hựu cho quân đến đưa Tự về phủ, tôn làm lưu hậu. Tự bảo với quân sĩ: Nghịch tặc đang đêm xông vào phủ giết chết Bộc xạ rồi, đổ tội này cho Hỗ Ngạc, cắt đầu ông ta tế lễ cho Điền Duyệt. Sau đó báo việc cho Khổng Sào Phụ, nói rằng anh mình bị nghịch tặc giết hại, lấy Tự làm lưu hậu. Triều đình phong cho Điền Tự làm Tiết độ sứ mới ở Ngụy Bác. Mấy hôm sau quân sĩ mới biết kẻ chủ mưu thực sự là Điền Tự, nhưng lúc đó ngôi vị của Tự đã vững chắc nên không ai dám ho he cả. Lý Bão Chân, Vương Vũ Tuấn cũng đến chỗ Điền Tự, hứa đem quân cứu việc, các trấn duy trì minh ước như khi Điền Duyệt còn sống. Tự chấp thuận, tiếp tục kháng cự Chu Thao, cuối cùng khiến ông này chịu thất bại và cũng phải đầu hàng nhà Đường.